# Алфёлди, Андраш
Андраш Алфёлди (венг. Alföldi András; 27 августа 1885, Помаз, Австро-Венгрия — 12 февраля 1981, Принстон, США) — венгерский историк, искусствовед, эпиграфист, нумизмат и археолог, специализировавшийся на периоде поздней античности.
Профессор, доктор. Членкор Британской академии (1947).
Иногда называется одним из крупнейших специалистов по истории Древнего мира XX века, хотя некоторые результаты его исследований вызывают споры в научном сообществе.

## Биография
Родился в семье врача, потерял отца в 1910 году. Учился в гимназии в Будапеште. Изучением античной истории занялся после получения среднего образования и первоначально специализировался на античной нумизматике. Участвовал в Первой мировой войне.
Окончил Будапештский университет. В 1923 году возглавил кафедру древней истории в университете Дебрецена, в 1930 году — ту же кафедру в Будапештском университете, следующие 15 лет занимаясь преимущественно древней историей и археологией Венгрии, отдельно специализируясь на истории Карпат и района Дунайского бассейна в период их вхождения в состав Римской империи.
В 1947 году, будучи противником установленного в Венгрии режима народной демократии, эмигрировал в Швейцарию, где профессорствовал в Берне и Базеле. В 1956 году он переехал в Институт перспективных исследований в Принстоне, где работал до конца жизни. С этого времени занимался в основном древнеримской историей, важнейшим инструментом для изучения которой считал нумизматику. Среди выдвинутых им теорий гипотеза о том, что Юлий Цезарь после падения Римской республики хотел восстановить царский режим по образцу существовавшего при Тарквинии Гордом, а также новая классификация римских монет IV—V веков.
Опубликовал в общей сложности более 300 научных работ, в том числе больше 10 монографий.
Участвовал в написании «Кембриджской древней истории».
Имел научные награды от ряда государств[уточнить].
Членкор Баварской АН (1936).
Кавалер ордена Pour le Mérite (1972).